# Eleições presidenciais portuguesas de 2021 na Madeira
| Eleições presidenciais portuguesas de 2021 Distritos: Aveiro \| Beja \| Braga \| Bragança \| Castelo Branco \| Coimbra \| Évora \| Faro \| Guarda \| Leiria \| Lisboa \| Portalegre \| Porto \| Santarém \| Setúbal \| Viana do Castelo \| Vila Real \| Viseu \| Açores \| Madeira \| Estrangeiro |

## Resultados por Concelho
Os resultados nos concelhos da Região Autónoma da Madeira foram os seguintes:

### Calheta
| Candidato               | Candidato               | Votos  | %               |
| ----------------------- | ----------------------- | ------ | --------------- |
|                         | Marcelo Rebelo de Sousa | 4 233  | 79,15 / 100,00  |
|                         | André Ventura           | 458    | 8,56 / 100,00   |
|                         | Ana Gomes               | 239    | 4,47 / 100,00   |
|                         | Marisa Matias           | 188    | 3,52 / 100,00   |
|                         | Tiago Mayan Gonçalves   | 99     | 1,85 / 100,00   |
|                         | Vitorino Silva          | 93     | 1,74 / 100,00   |
|                         | João Ferreira           | 38     | 0,71 / 100,00   |
| Votos Inválidos         | Votos Inválidos         | 94     | 1,72 / 100,00   |
| Total                   | Total                   | 5 442  | 100,00 / 100,00 |
| Eleitorado/Participação | Eleitorado/Participação | 12 323 | 44,16 / 100,00  |

| Freguesia           | %     | %     | %     | %    | %    | %    | %    | Votantes |
| Freguesia           | MRS   | AV    | AG    | MM   | TMG  | VS   | JF   | Votantes |
| ------------------- | ----- | ----- | ----- | ---- | ---- | ---- | ---- | -------- |
| Freguesia           |       |       |       |      |      |      |      | Votantes |
| Arco da Calheta     | 81,70 | 7,80  | 4,00  | 2,89 | 1,51 | 1,44 | 0,66 | 1 558    |
| Calheta             | 75,61 | 8,90  | 5,65  | 4,72 | 2,52 | 1,86 | 0,73 | 1 528    |
| Estreito da Calheta | 77,43 | 11,21 | 3,54  | 3,83 | 1,62 | 1,62 | 0,74 | 688      |
| Fajã da Ovelha      | 81,82 | 8,16  | 4,20  | 2,33 | 1,40 | 1,63 | 0,47 | 433      |
| Jardim do Mar       | 78,83 | 2,19  | 13,87 | 2,19 | 2,19 | 0,73 | 0    | 141      |
| Paul do Mar         | 79,25 | 4,91  | 4,91  | 3,40 | 3,02 | 3,02 | 1,51 | 269      |
| Ponta do Pargo      | 80,67 | 9,11  | 1,56  | 3,78 | 1,11 | 2,67 | 1,11 | 462      |
| Prazeres            | 81,34 | 10,31 | 3,34  | 2,23 | 1,39 | 1,11 | 0,28 | 363      |
| Calheta             | 79,15 | 8,56  | 4,47  | 3,52 | 1,85 | 1,74 | 0,71 | 5 442    |

### Câmara de Lobos
| Candidato               | Candidato               | Votos  | %               |
| ----------------------- | ----------------------- | ------ | --------------- |
|                         | Marcelo Rebelo de Sousa | 9 594  | 75,87 / 100,00  |
|                         | André Ventura           | 1 136  | 8,98 / 100,00   |
|                         | Ana Gomes               | 688    | 5,44 / 100,00   |
|                         | Marisa Matias           | 550    | 4,35 / 100,00   |
|                         | Vitorino Silva          | 250    | 1,98 / 100,00   |
|                         | João Ferreira           | 219    | 1,73 / 100,00   |
|                         | Tiago Mayan Gonçalves   | 208    | 1,64 / 100,00   |
| Votos Inválidos         | Votos Inválidos         | 276    | 2,14 / 100,00   |
| Total                   | Total                   | 12 921 | 100,00 / 100,00 |
| Eleitorado/Participação | Eleitorado/Participação | 32 813 | 39,38 / 100,00  |

| Freguesia                   | %     | %     | %    | %    | %    | %    | %    | Votantes |
| Freguesia                   | MRS   | AV    | AG   | MM   | VS   | JF   | TMG  | Votantes |
| --------------------------- | ----- | ----- | ---- | ---- | ---- | ---- | ---- | -------- |
| Freguesia                   |       |       |      |      |      |      |      | Votantes |
| Câmara de Lobos             | 71,94 | 11,01 | 7,03 | 4,15 | 2,22 | 1,62 | 2,03 | 5 959    |
| Curral das Freiras          | 82,03 | 4,34  | 2,97 | 4,96 | 1,36 | 2,85 | 1,49 | 841      |
| Estreito de Câmara de Lobos | 79,04 | 7,84  | 4,01 | 4,31 | 1,90 | 1,60 | 1,29 | 4 031    |
| Jardim da Serra             | 79,55 | 6,42  | 4,41 | 4,97 | 1,68 | 1,76 | 1,20 | 1 283    |
| Quinta Grande               | 77,15 | 8,46  | 4,92 | 4,42 | 1,64 | 2,02 | 1,39 | 807      |
| Câmara de Lobos             | 75,87 | 8,98  | 5,44 | 4,35 | 1,98 | 1,73 | 1,64 | 12 921   |

### Funchal
| Candidato               | Candidato               | Votos   | %               |
| ----------------------- | ----------------------- | ------- | --------------- |
|                         | Marcelo Rebelo de Sousa | 31 714  | 69,60 / 100,00  |
|                         | André Ventura           | 4 607   | 10,11 / 100,00  |
|                         | Ana Gomes               | 4 286   | 9,41 / 100,00   |
|                         | Marisa Matias           | 1 968   | 4,32 / 100,00   |
|                         | Tiago Mayan Gonçalves   | 1 327   | 2,91 / 100,00   |
|                         | João Ferreira           | 926     | 2,03 / 100,00   |
|                         | Vitorino Silva          | 736     | 1,62 / 100,00   |
| Votos Inválidos         | Votos Inválidos         | 932     | 2,00 / 100,00   |
| Total                   | Total                   | 46 496  | 100,00 / 100,00 |
| Eleitorado/Participação | Eleitorado/Participação | 106 611 | 43,61 / 100,00  |

| Freguesia                  | %     | %     | %     | %    | %    | %    | %    | Votantes |
| Freguesia                  | MRS   | AV    | AG    | MM   | TMG  | JF   | VS   | Votantes |
| -------------------------- | ----- | ----- | ----- | ---- | ---- | ---- | ---- | -------- |
| Freguesia                  |       |       |       |      |      |      |      | Votantes |
| Imaculado Coração de Maria | 69,48 | 11,66 | 8,33  | 4,59 | 2,44 | 2,40 | 1,10 | 2 505    |
| Monte                      | 72,14 | 9,78  | 7,65  | 4,01 | 2,58 | 1,68 | 2,17 | 2 503    |
| Santa Luzia                | 66,38 | 10,17 | 11,45 | 4,09 | 4,36 | 2,18 | 1,36 | 2 610    |
| Santa Maria Maior          | 69,44 | 9,71  | 9,74  | 4,64 | 3,02 | 1,96 | 1,49 | 5 671    |
| Santo António              | 72,53 | 8,79  | 7,97  | 4,80 | 2,15 | 1,91 | 1,86 | 10 898   |
| São Gonçalo                | 70,06 | 9,18  | 8,93  | 4,44 | 3,28 | 2,33 | 1,79 | 2 461    |
| São Martinho               | 66,96 | 11,37 | 10,59 | 4,26 | 3,31 | 2,03 | 1,48 | 11 891   |
| São Pedro                  | 67,97 | 10,19 | 10,58 | 3,53 | 3,63 | 2,79 | 1,31 | 2 894    |
| São Roque                  | 73,03 | 9,28  | 8,51  | 3,91 | 1,63 | 1,71 | 1,93 | 3 703    |
| Sé                         | 65,17 | 12,66 | 11,24 | 2,77 | 5,09 | 1,80 | 1,27 | 1 360    |
| Funchal                    | 69,60 | 10,11 | 9,41  | 4,32 | 2,91 | 2,03 | 1,62 | 46 496   |

### Machico
| Candidato               | Candidato               | Votos  | %               |
| ----------------------- | ----------------------- | ------ | --------------- |
|                         | Marcelo Rebelo de Sousa | 5 759  | 72,80 / 100,00  |
|                         | Ana Gomes               | 747    | 9,44 / 100,00   |
|                         | André Ventura           | 709    | 8,96 / 100,00   |
|                         | Marisa Matias           | 303    | 3,83 / 100,00   |
|                         | Tiago Mayan Gonçalves   | 144    | 1,82 / 100,00   |
|                         | Vitorino Silva          | 140    | 1,77 / 100,00   |
|                         | João Ferreira           | 109    | 1,38 / 100,00   |
| Votos Inválidos         | Votos Inválidos         | 134    | 1,67 / 100,00   |
| Total                   | Total                   | 8 045  | 100,00 / 100,00 |
| Eleitorado/Participação | Eleitorado/Participação | 20 691 | 38,88 / 100,00  |

| Freguesia              | %     | %     | %     | %    | %    | %    | %    | Votantes |
| Freguesia              | MRS   | AG    | AV    | MM   | TMG  | VS   | JF   | Votantes |
| ---------------------- | ----- | ----- | ----- | ---- | ---- | ---- | ---- | -------- |
| Freguesia              |       |       |       |      |      |      |      | Votantes |
| Água de Pena           | 66,67 | 9,89  | 12,76 | 4,55 | 2,08 | 2,57 | 1,48 | 1 033    |
| Caniçal                | 76,25 | 8,82  | 9,41  | 3,05 | 0,59 | 1,19 | 0,68 | 1 202    |
| Machico                | 71,23 | 10,54 | 8,92  | 3,91 | 2,11 | 1,60 | 1,68 | 4 181    |
| Porto da Cruz          | 77,38 | 7,76  | 6,83  | 3,23 | 1,39 | 2,31 | 1,11 | 1 102    |
| Santo António da Serra | 79,69 | 4,79  | 5,36  | 4,79 | 2,68 | 1,72 | 0,96 | 527      |
| Machico                | 72,80 | 9,44  | 8,96  | 3,83 | 1,82 | 1,77 | 1,38 | 8 045    |

### Ponta de Sol
| Candidato               | Candidato               | Votos | %               |
| ----------------------- | ----------------------- | ----- | --------------- |
|                         | Marcelo Rebelo de Sousa | 3 034 | 77,12 / 100,00  |
|                         | André Ventura           | 388   | 9,86 / 100,00   |
|                         | Ana Gomes               | 193   | 4,91 / 100,00   |
|                         | Marisa Matias           | 128   | 3,25 / 100,00   |
|                         | Vitorino Silva          | 79    | 2,01 / 100,00   |
|                         | Tiago Mayan Gonçalves   | 75    | 1,91 / 100,00   |
|                         | João Ferreira           | 37    | 0,94 / 100,00   |
| Votos Inválidos         | Votos Inválidos         | 88    | 2,19 / 100,00   |
| Total                   | Total                   | 4 022 | 100,00 / 100,00 |
| Eleitorado/Participação | Eleitorado/Participação | 9 917 | 40,56 / 100,00  |

| Freguesia       | %     | %     | %    | %    | %    | %    | %    | Votantes |
| Freguesia       | MRS   | AV    | AG   | MM   | VS   | TMG  | JF   | Votantes |
| --------------- | ----- | ----- | ---- | ---- | ---- | ---- | ---- | -------- |
| Freguesia       |       |       |      |      |      |      |      | Votantes |
| Canhas          | 80,96 | 8,15  | 3,71 | 3,42 | 1,37 | 1,43 | 0,97 | 1 795    |
| Madalena do Mar | 74,32 | 11,67 | 6,61 | 1,17 | 4,67 | 0,78 | 0,78 | 262      |
| Ponta do Sol    | 74,00 | 11,18 | 5,77 | 3,38 | 2,24 | 2,50 | 0,94 | 1 965    |
| Ponta do Sol    | 77,12 | 9,86  | 4,91 | 3,25 | 2,01 | 1,91 | 0,94 | 4 022    |

### Porto Moniz
| Candidato               | Candidato               | Votos | %               |
| ----------------------- | ----------------------- | ----- | --------------- |
|                         | Marcelo Rebelo de Sousa | 1 071 | 73,36 / 100,00  |
|                         | André Ventura           | 151   | 10,34 / 100,00  |
|                         | Ana Gomes               | 118   | 8,08 / 100,00   |
|                         | Marisa Matias           | 44    | 3,01 / 100,00   |
|                         | João Ferreira           | 28    | 1,92 / 100,00   |
|                         | Vitorino Silva          | 27    | 1,85 / 100,00   |
|                         | Tiago Mayan Gonçalves   | 21    | 1,44 / 100,00   |
| Votos Inválidos         | Votos Inválidos         | 33    | 2,21 / 100,00   |
| Total                   | Total                   | 1 493 | 100,00 / 100,00 |
| Eleitorado/Participação | Eleitorado/Participação | 3 022 | 49,40 / 100,00  |

| Freguesia         | %     | %     | %     | %    | %    | %    | %    | Votantes |
| Freguesia         | MRS   | AV    | AG    | MM   | JF   | VS   | TMG  | Votantes |
| ----------------- | ----- | ----- | ----- | ---- | ---- | ---- | ---- | -------- |
| Freguesia         |       |       |       |      |      |      |      | Votantes |
| Achadas da Cruz   | 52,69 | 9,68  | 24,73 | 3,23 | 3,23 | 3,23 | 3,23 | 95       |
| Porto Moniz       | 73,45 | 11,50 | 6,08  | 3,21 | 2,32 | 1,88 | 1,55 | 922      |
| Ribeira da Janela | 82,03 | 4,69  | 6,25  | 4,69 | 0,78 | 0,78 | 0,78 | 136      |
| Seixal            | 75,52 | 9,55  | 9,55  | 1,79 | 0,90 | 1,79 | 0,90 | 340      |
| Porto Moniz       | 73,36 | 10,34 | 8,08  | 3,01 | 1,92 | 1,85 | 1,44 | 1 493    |

### Porto Santo
| Candidato               | Candidato               | Votos | %               |
| ----------------------- | ----------------------- | ----- | --------------- |
|                         | Marcelo Rebelo de Sousa | 1 553 | 67,26 / 100,00  |
|                         | André Ventura           | 346   | 14,98 / 100,00  |
|                         | Ana Gomes               | 211   | 9,14 / 100,00   |
|                         | Marisa Matias           | 69    | 2,99 / 100,00   |
|                         | Vitorino Silva          | 50    | 2,17 / 100,00   |
|                         | Tiago Mayan Gonçalves   | 48    | 2,08 / 100,00   |
|                         | João Ferreira           | 32    | 1,39 / 100,00   |
| Votos Inválidos         | Votos Inválidos         | 49    | 2,08 / 100,00   |
| Total                   | Total                   | 2 358 | 100,00 / 100,00 |
| Eleitorado/Participação | Eleitorado/Participação | 5 173 | 45,58 / 100,00  |

| Freguesia   | %     | %     | %    | %    | %    | %    | %    | Votantes |
| Freguesia   | MRS   | AV    | AG   | MM   | VS   | TMG  | JF   | Votantes |
| ----------- | ----- | ----- | ---- | ---- | ---- | ---- | ---- | -------- |
| Freguesia   |       |       |      |      |      |      |      | Votantes |
| Porto Santo | 67,26 | 14,98 | 9,14 | 2,99 | 2,17 | 2,08 | 1,39 | 2 358    |
| Porto Santo | 67,26 | 14,98 | 9,14 | 2,99 | 2,17 | 2,08 | 1,39 | 2 358    |

### Ribeira Brava
| Candidato               | Candidato               | Votos  | %               |
| ----------------------- | ----------------------- | ------ | --------------- |
|                         | Marcelo Rebelo de Sousa | 4 348  | 75,04 / 100,00  |
|                         | André Ventura           | 588    | 10,15 / 100,00  |
|                         | Ana Gomes               | 295    | 5,09 / 100,00   |
|                         | Marisa Matias           | 252    | 4,35 / 100,00   |
|                         | Vitorino Silva          | 134    | 2,31 / 100,00   |
|                         | João Ferreira           | 99     | 1,71 / 100,00   |
|                         | Tiago Mayan Gonçalves   | 78     | 1,35 / 100,00   |
| Votos Inválidos         | Votos Inválidos         | 160    | 2,68 / 100,00   |
| Total                   | Total                   | 5 954  | 100,00 / 100,00 |
| Eleitorado/Participação | Eleitorado/Participação | 14 035 | 42,42 / 100,00  |

| Freguesia     | %     | %     | %    | %    | %    | %    | %    | Votantes |
| Freguesia     | MRS   | AV    | AG   | MM   | VS   | JF   | TMG  | Votantes |
| ------------- | ----- | ----- | ---- | ---- | ---- | ---- | ---- | -------- |
| Freguesia     |       |       |      |      |      |      |      | Votantes |
| Campanário    | 77,80 | 9,57  | 3,36 | 3,97 | 2,44 | 1,68 | 1,17 | 2 016    |
| Ribeira Brava | 72,29 | 11,22 | 6,40 | 4,54 | 2,32 | 1,76 | 1,48 | 2 924    |
| Serra de Água | 80,87 | 3,26  | 5,87 | 5,00 | 2,83 | 1,52 | 0,65 | 479      |
| Tabua         | 74,52 | 10,27 | 6,08 | 4,18 | 1,33 | 1,71 | 1,90 | 535      |
| Ribeira Brava | 75,04 | 10,15 | 5,09 | 4,35 | 2,31 | 1,71 | 1,35 | 5 954    |

### Santa Cruz
| Candidato               | Candidato               | Votos  | %               |
| ----------------------- | ----------------------- | ------ | --------------- |
|                         | Marcelo Rebelo de Sousa | 12 138 | 70,26 / 100,00  |
|                         | André Ventura           | 1 785  | 10,33 / 100,00  |
|                         | Ana Gomes               | 1 449  | 8,39 / 100,00   |
|                         | Marisa Matias           | 862    | 4,99 / 100,00   |
|                         | Tiago Mayan Gonçalves   | 393    | 2,27 / 100,00   |
|                         | Vitorino Silva          | 355    | 2,05 / 100,00   |
|                         | João Ferreira           | 293    | 1,70 / 100,00   |
| Votos Inválidos         | Votos Inválidos         | 318    | 1,81 / 100,00   |
| Total                   | Total                   | 17 593 | 100,00 / 100,00 |
| Eleitorado/Participação | Eleitorado/Participação | 39 814 | 44,19 / 100,00  |

| Freguesia              | %     | %     | %    | %    | %    | %    | %    | Votantes |
| Freguesia              | MRS   | AV    | AG   | MM   | TMG  | VS   | JF   | Votantes |
| ---------------------- | ----- | ----- | ---- | ---- | ---- | ---- | ---- | -------- |
| Freguesia              |       |       |      |      |      |      |      | Votantes |
| Camacha                | 75,13 | 6,68  | 6,94 | 6,14 | 1,74 | 1,71 | 1,67 | 2 820    |
| Caniço                 | 67,73 | 11,16 | 9,51 | 4,92 | 2,83 | 2,13 | 1,72 | 9 868    |
| Gaula                  | 72,41 | 10,32 | 7,58 | 4,41 | 1,80 | 1,93 | 1,55 | 1 640    |
| Santa Cruz             | 72,35 | 10,93 | 6,92 | 4,54 | 1,24 | 2,20 | 1,81 | 2 858    |
| Santo António da Serra | 74,81 | 11,22 | 4,74 | 4,24 | 1,75 | 2,24 | 1,00 | 407      |
| Santa Cruz             | 70,26 | 10,33 | 8,39 | 4,99 | 2,27 | 2,05 | 1,70 | 17 593   |

### Santana
| Candidato               | Candidato               | Votos | %               |
| ----------------------- | ----------------------- | ----- | --------------- |
|                         | Marcelo Rebelo de Sousa | 2 623 | 78,96 / 100,00  |
|                         | André Ventura           | 233   | 7,01 / 100,00   |
|                         | Ana Gomes               | 155   | 4,67 / 100,00   |
|                         | Marisa Matias           | 136   | 4,09 / 100,00   |
|                         | Vitorino Silva          | 74    | 2,23 / 100,00   |
|                         | Tiago Mayan Gonçalves   | 58    | 1,75 / 100,00   |
|                         | João Ferreira           | 43    | 1,29 / 100,00   |
| Votos Inválidos         | Votos Inválidos         | 45    | 1,34 / 100,00   |
| Total                   | Total                   | 3 367 | 100,00 / 100,00 |
| Eleitorado/Participação | Eleitorado/Participação | 7 589 | 44,37 / 100,00  |

| Freguesia          | %     | %    | %    | %    | %    | %    | %    | Votantes |
| Freguesia          | MRS   | AV   | AG   | MM   | VS   | TMG  | JF   | Votantes |
| ------------------ | ----- | ---- | ---- | ---- | ---- | ---- | ---- | -------- |
| Freguesia          |       |      |      |      |      |      |      | Votantes |
| Arco de São Jorge  | 80,66 | 4,72 | 6,60 | 5,66 | 0    | 0,94 | 1,42 | 215      |
| Faial              | 77,55 | 7,43 | 3,45 | 5,35 | 2,07 | 2,25 | 1,90 | 588      |
| Ilha               | 86,40 | 0,80 | 6,40 | 4,80 | 0    | 1,60 | 0    | 127      |
| Santana            | 78,41 | 7,95 | 4,55 | 3,76 | 2,63 | 1,63 | 1,07 | 1 429    |
| São Jorge          | 80,15 | 6,47 | 5,15 | 2,65 | 2,50 | 1,18 | 1,91 | 689      |
| São Roque do Faial | 77,36 | 7,23 | 4,40 | 5,03 | 2,52 | 3,14 | 0,31 | 319      |
| Santana            | 78,96 | 7,01 | 4,67 | 4,09 | 2,23 | 1,75 | 1,29 | 3 367    |

### São Vicente
| Candidato               | Candidato               | Votos | %               |
| ----------------------- | ----------------------- | ----- | --------------- |
|                         | Marcelo Rebelo de Sousa | 1 878 | 76,31 / 100,00  |
|                         | André Ventura           | 241   | 9,79 / 100,00   |
|                         | Ana Gomes               | 129   | 5,24 / 100,00   |
|                         | Marisa Matias           | 101   | 4,10 / 100,00   |
|                         | Vitorino Silva          | 48    | 1,95 / 100,00   |
|                         | Tiago Mayan Gonçalves   | 33    | 1,34 / 100,00   |
|                         | João Ferreira           | 31    | 1,26 / 100,00   |
| Votos Inválidos         | Votos Inválidos         | 48    | 1,91 / 100,00   |
| Total                   | Total                   | 2 509 | 100,00 / 100,00 |
| Eleitorado/Participação | Eleitorado/Participação | 6 057 | 41,42 / 100,00  |

| Freguesia     | %     | %     | %    | %    | %    | %    | %    | Votantes |
| Freguesia     | MRS   | AV    | AG   | MM   | VS   | TMG  | JF   | Votantes |
| ------------- | ----- | ----- | ---- | ---- | ---- | ---- | ---- | -------- |
| Freguesia     |       |       |      |      |      |      |      | Votantes |
| Boa Ventura   | 78,24 | 12,95 | 2,88 | 1,98 | 1,80 | 1,08 | 1,08 | 568      |
| Ponta Delgada | 75,87 | 8,39  | 5,59 | 4,90 | 2,80 | 0,52 | 1,92 | 581      |
| São Vicente   | 75,69 | 9,08  | 6,08 | 4,65 | 1,65 | 1,80 | 1,05 | 1 360    |
| São Vicente   | 76,31 | 9,79  | 5,24 | 4,10 | 1,95 | 1,34 | 1,26 | 2 509    |